# Ludvig 5. af Frankrig
Ludvig 5. (fransk: Louis V), kaldet Ludvig den Dovne (fransk: Louis le Fainéant) (ca. 966/967–21. maj 987) var konge af Det Vestfrankiske Rige, en forgænger for nutidens Frankrig, fra 986 til 987. Han var søn af Kong Lothar og var den sidste konge af den karolingiske slægt i Det Vestfrankiske Rige. Han blev efterfulgt som konge af Hugo Capet fra den capetinske slægt.